# شورلت تریل‌بلیزر
شورلت تریل‌بلیزر (به انگلیسی: Chevrolet TrailBlazer) خودرویی است که در ایالات متحده آمریکا از سال ۲۰۰۲ تا ۲۰۰۸ و در روسیه از سال ۲۰۰۴ تاکنون تولید شده‌است. این خودرو در اکلاهوماسیتی ایالات متحده، کالینینگراد روسیه و کاراکاس ونزوئلا تولید شده‌است. طراحی آن موتور جلو-چهار چرخ محرک بوده است. سامانه جعبه‌دندهٔ آن ۴ دنده به صورت خودکار است.